# دانشگاه سینسیناتی – کالج-کنسرواتوار موسیقی
دانشگاه سینسیناتی - کالج - کنسرواتوار موسیقی (انگلیسی: University of Cincinnati – College-Conservatory of Music) یک دانشکده هنرهای نمایشی و رسانه‌ای در دانشگاه سین سیناتی در سینسیناتی در اوهایو است.